# ディズニーホテル
ディズニーホテル（ディズニーホテル、Disney Hotels）とは、東京ディズニーリゾート (TDR) 直営ホテルのカテゴリー。
TDRを経営・運営するオリエンタルランド (OLC) が所有し、同社子会社のミリアルリゾートホテルズおよびその子会社であるブライトンコーポレーションが経営・運営するディズニーブランドを使用したホテルであり、TDRの直営・公式・公認ホテルカテゴリーの中で最高ランクである。以下、ディズニーホテルと称する。
東京ディズニーセレブレーションホテルの開業以来「デラックスタイプ」と「バリュータイプ」の2つのホテルタイプが設定されていたが、東京ディズニーリゾート・トイ・ストーリーホテルの開業に伴い中間の「モデレートタイプ」が設定された。更に東京ディズニーシー・ファンタジースプリングスホテルは最上級ランクとなる「ラグジュアリータイプ」が設定されている。

## ディズニーホテル一覧
ディズニーホテルとなっているホテルは、以下の6つ。ホテルタイプによって後述する宿泊特典が異なる。
- ラグジュアリータイプ
  - 東京ディズニーシー・ファンタジースプリングスホテル グランドシャトー
- デラックスタイプ（開業順）
  - ディズニーアンバサダーホテル
  - 東京ディズニーシー・ホテルミラコスタ
  - 東京ディズニーランドホテル
  - 東京ディズニーシー・ファンタジースプリングスホテル ファンタジーシャトー
- モデレートタイプ
  - 東京ディズニーリゾート・トイ・ストーリーホテル[1][2]
- バリュータイプ
  - 東京ディズニーセレブレーションホテル

## 宿泊者特典
宿泊者は、以下の特典を受けられる。モデレートタイプおよびバリュータイプは一部の特典が除外もしくは簡略化されている。

### ホテル内でのパークチケット購入
デラックスタイプ・モデレートタイプ
東京ディズニーランド (TDL) 、東京ディズニーシー (TDS) のパスポートをホテル内の指定カウンター、または、東京ディズニーリゾート・ウェルカムセンターで購入できる。また、旅行会社の観光券など引き換えが必要な入場券をパスポートに交換できる。
バリュータイプ
デラックスタイプと同様にパスポートの購入および観光券などの引き換えが行えるが、ホテルでの取り扱いのみとなる。

#### マルチデーパスポート・スペシャルの販売
初日から両パークで利用可能な「マルチデーパスポート・スペシャル」を販売している。バケーションパッケージ利用者はパッケージ料金に含まれている。
新型コロナウイルス感染症の影響により2020年7月1日以降は1デーパスポートおよび入園時間指定パスポートのみの販売となるため、ホテルでも1デーパスポートのみとなっている。

### パーク入園保証
入園制限を実施している場合にも当日付けのパスポート購入が可能。既に日付指定の無いパスポートを所持している場合や、2パーク共通年間パスポートを所持している場合には、宿泊証明書の発行を受け、入園時に宿泊証明書を提示することにより、入園制限中のパークへの入園が可能。ただし、企業による貸し切りなどによる特別営業のパスポートは購入できない。
2020年6月30日のホテル再開後は、同特典の提供は見合わせ。ただし、宿泊者人数分のチェックイン日をのぞく滞在日にいずれかのパークの1デーパスポートをホテルで購入できる。

#### ニューイヤーズ・イヴ・パスポートの購入
パーク入園保証の一環として、12月31日までにチェックインし1月1日以降にチェックアウトする宿泊者は、東京ディズニーランド、東京ディズニーシーで開催される年越しの特別営業「ニューイヤーズ・イヴ」に入園できる「ニューイヤーズ・イヴ・パスポート」を宿泊者人数分、当日購入できる。

### アーリーエントリーチケット
チェックイン当日を除く宿泊滞在期間中、東京ディズニーシーの一般開園時間より前にパーク内に入園できる。利用可能施設は限られるが、パーク内全域を移動することができる。また、入園時よりスタンバイパス取得およびエントリー受付が可能。
- 対象期間：2021年4月1日（木）～2021年6月30日（水）入園分
  - まん延防止等重点措置の延長のため、5月17日～6月20日入園分の販売を休止[7][8]
- 価格：3,000円（大人・中人・小人共通、3才以下は無料）
- 入園パーク：東京ディズニーシー
- 入園時間：午前8時～
- 利用可能施設
  - ソアリン：ファンタスティック・フライト
  - トイ・ストーリー・マニア！
  - タワー・オブ・テラー
  - センタ・オブ・ジ・アース
  - ゲストリレーション
  - ベビーカー＆車イス・レンタル
  - タワー・オブ・テラーメモラビリア

### ハッピー15エントリー
チェックイン当日を除く宿泊滞在期間中、東京ディズニーランド・東京ディズニーシーの開園15分前にチェックイン時に配布される「通行書」を提示することで「宿泊者専用エントランス」から、パーク内の一部に入園できる。なお、ディスニーアンバサダーホテルと東京ディズニーシー・ホテルミラコスタの宿泊者が東京ディズニーシーに入園する場合に限って、チェックイン当日の利用も可能である。
新型コロナウイルス感染症の影響のため東京ディズニーランドおよび東京ディズニーシーが臨時休園となったため、2020年2月29日より特典の提供を中止。ディズニーホテルが同年6月30日より再開となるが、特典の提供見合わせ。

### バゲッジデリバリーサービス
デラックスタイプ・モデレートタイプ
東京ディズニーリゾート・ウェルカムセンターの2階ホテルサービスカウンターにて手荷物の預け入れが無料にてできる。荷物は直接ホテルへ搬送され、ホテル内のベルデスクにて引き取れる。
バリュータイプ
舞浜駅前のショップ「ボン・ヴォヤージュ」1階にあるホームデリバリーサービスカウンターより有料にて荷物を送ることが出来る。

### プリチェックイン
デラックスタイプ
各ホテルのフロントおよび東京ディズニーリゾート・ウェルカムセンター2階のホテルサービスカウンターにて事前チェックインが出来る。事前にルームキーが受け取れるためチェックイン時にフロントに立ち寄る必要がなくなるが、客室への入室は16:30以降のみになる。
モデレートタイプ
プリチェックインの手続きは東京ディズニーリゾート・トイ・ストーリーホテルのフロントのみとなり、東京ディズニーリゾート・ウェルカムセンターでは行えない。客室への入室は16:30以降のみ。
バリュータイプ
モデレートタイプと同様に東京ディズニーセレブレーションホテルのフロントのみの手続きとなるが、客室への入室は15:00より可能となる。

### エクスプレス・チェックアウト
デラックスホテル
各ホテルのフロントに立ち寄ることなく、客室内のテレビからチェックアウトの手続きが出来る。ただし、追加精算の手続きは客室内では行えず、事前にフロントで精算を済ませなければならない。クレジットカード以外での決済や領収書が必要な場合は利用できず、フロントに寄る必要がある。
モデレートホテル・バリューホテル
クレジットカード決済に限り、客室内のテレビからチェックアウトの手続きが出来る他、追加精算についてもテレビ内の二次元コードをスマートフォンで読み取ることで専用ウェブページから手続きすることにより、フロントに立ち寄ることなく行うことが出来る。デラックスタイプと同様、クレジットカード以外での決済や領収書が必要な場合には利用不可となる。

### ディズニーホテル・エクスクルーシブの購入
デラックスタイプ
宿泊者限定オリジナルグッズの予約・購入が可能となる。

## 過去の宿泊特典
以下の宿泊特典はすでに提供が終了したものとなる。

### グッズ・プレオーダーサービス
パーク内で購入できるグッズを事前に予約し、滞在が終了してから自宅に配送されるサービス。ディズニーホテルに宿泊するゲストは、宿泊前に送信される招待メールより、グッズ・プレオーダーサービスのサイトにアクセスができる。利用には、ディズニーアカウントの登録が必要となる。従来はバケーションパッケージでディズニーホテル（デラックスタイプ）に宿泊するゲストのみが対象だったが、2016年7月8日チェックイン分より、ディズニーホテル（デラックスタイプ）に宿泊するゲストのうち、東京ディズニーリゾート・オンライン予約・購入サイトで宿泊予約をした場合に、2017年12月6日チェックイン分より、4つのディズニーホテルに宿泊する全ゲストのうち、東京ディズニーリゾート・オンライン予約・購入サイトで宿泊予約をした場合に、それぞれ利用できるようになった。なお、東京ディズニーリゾート・総合予約センターで宿泊予約をした場合は、オンライン・予約・購入サイトとの紐付けをすることで、招待メールを受け取ることができる。旅行会社などで宿泊予約をした場合は本制度は利用できない。
2019年9月1日の注文をもってサービスを終了した。

### ショッピングデリバリーサービス
デラックスタイプ
TDLまたはTDS内で購入した土産類を、その店舗から直接ホテルに無料で搬送するサービス。買い物をしても荷物を増やさずに園内で遊ぶことができる。チェックイン日からチェックアウト日の前日まで利用可能である。予約名、電話番号など簡単な情報が必要になる。
2019年9月30日をもってサービスを終了した。

### ディズニーリゾートライン乗車券
デラックスタイプ（ディズニーアンバサダーホテルを除く）
各ホテルのゲストサービス、または、東京ディズニーリゾート・ウェルカムセンターにて宿泊人数分のディズニーリゾートラインフリーきっぷを無料で発行してもらえる。なお、保護者同伴で乗車料金が無料となる6歳未満の乳幼児は対象外。
1泊の場合は2日用、2泊の場合は3日用、3泊の場合は4日用のフリーきっぷを発行してもらえる。このフリーきっぷのデザインは、ディズニーホテル独自のものであり、日数によってもデザインが異なる。ディズニーリゾートラインの各駅で購入できるフリーきっぷとは異なるデザインになっている。
- ディズニーアンバサダーホテルの宿泊ゲストへのディズニーリゾートラインの「フリーきっぷ」提供は2008年1月31日で終了した。これは、ホテル - 各パークがディズニーリゾートクルーザーで移動可能なためである。また、この措置にともないホテル - 各パーク間のディズニーリゾートクルーザーが増発された。2023年3月31日分のチェックインをもって、これまで配布されていた東京ディズニーシー・ホテルミラコスタと東京ディズニーランドホテルの配布を終了した。

## 予約特典
宿泊予約を東京ディズニーリゾート・オフィシャルホームページからオンライン予約を行った場合には、以下の特典を受けることができる。
旅行代理店などを通じて宿泊予約を行っている場合には、以下の特典を受けることができないこともある。

### ガイドツアーの予約
東京ディズニーランドのガイドツアー、または、東京ディズニーシーのガイドツアーの予約が行える。

### ショーレストランの予約、プライオリティ・シーティングの事前受付
ポリネシアンテラス・レストラン、ザ・ダイヤモンドホースシューにて開催されるランチショー、ディナーショーの予約が行える。また、パーク内および各ホテル内のプライオリティ・シーティング実施レストランの事前申し込みができる。ショーレストランの事前予約開始日時は、チェックイン日の1か月前午前9時からとなる（旅行会社などで宿泊予約をした場合は、来店日1か月前午前9時から）。プライオリティ・シーティングの事前受付開始日時は、パーク内レストラン、ホテル内レストランでそれぞれ異なるほか、宿泊予約をした窓口によっても異なる。
なお、シェフ・ミッキー朝食のプライオリティ・シーティング申し込みは、ディズニーアンバサダーホテル宿泊予約者のみが対象となる。

## TDR公式・公認ホテル
TDR公式・公認ホテルのカテゴリーは他に次の3種類が存在する。
- オフィシャルホテル
- パートナーホテル
- グッドネイバーホテル